# (32992) 1997 AN3
1997 AN3 (asteroide 32992) é um asteroide da cintura principal. Possui uma excentricidade de 0.09376860 e uma inclinação de 0.97250º.
Este asteroide foi descoberto no dia 3 de janeiro de 1997 por Spacewatch em Kitt Peak.